# Ursina nigrella
Ursina nigrella är en fjärilsart som beskrevs av Kuznetsov 1984. Ursina nigrella ingår i släktet Ursina och familjen plattmalar. Inga underarter finns listade i Catalogue of Life.